# Dal (jezero)
Dal (hindsky डल झील, kašmírsky دَل جیٖل‎, v kašmírštině znamená Dal jezero) je jezero v horském údolí Kašmíru, na jejímž břehu leží Šrínagar, letní hlavní město indického státu Džammú a Kašmír. Jezero má rozlohu 18 km², při zatopení přilehlých bažin až 22 km², průměrná hloubka činí 1,5 metru a maximální hloubka 6 metrů. Jezero leží v nadmořské výšce 1583 m. Jezero bývá díky své poloze mezi horskými štíty nazýváno „Klenot v koruně Kašmíru“.

## Vodní režim
Výška hladiny jezera je regulovaná. Je napájeno kanálem Telbal Nallah z jezera Marsar a voda je odváděna dvěma kanály Dal Gate a Nalla Amir do řeky Džihlam v povodí Indu.

## Flóra
Na hladině jezera roste nepukalka a lotos ořechonosný, charakteristickou zvláštností jsou plovoucí zahrady zvané rad, tvořené rohožemi pokrytými úrodnou prstí, využívané k pěstování zeleniny.

## Využití
Díky nadmořské výšce u jezera v létě nepanují taková horka jako ve zbytku Indie, v zimě jezero občas i zamrzá. Britští koloniální úředníci využívali tuto oblast k rekreaci, z té doby se zachovalo množství hausbótů ve viktoriánském stylu. Násilnosti spojené s územním sporem o Kašmír však vedly k poklesu cizineckého ruchu a zhoršení životní úrovně místních obyvatel.
Místní obyvatelé brázdí jezero na šikárách, štíhlých člunech z cedrového dřeva. Ekonomicky významný je lov ryb, především kaprů a marinek (schizothorax). Intenzivní využívání jezera vede ke značné eutrofizaci.
Na březích Dalského jezera se zachovala architektura z mughalského období, jako zahrady Šalímar Bágh a Nišat Bágh nebo mešita Hazratbal. V té době také vznikl na jezeře umělý ostrov Čár Činar, což znamená „ostrov čtyř platanů“.